# Reale Accademia di Musica (album)
Reale Accademia di Musica è un album dell'omonimo gruppo italiano Reale Accademia di Musica, pubblicato nel 1972.

## Tracce
Brani composti da P. Sponzilli e E. De Luca.
Lato A
1. Favola – 3:44
2. Il mattino – 9:14
3. Ognuno sa – 5:19

Durata totale: 18:17
Lato B
1. Padre – 7:37
2. Lavoro in città – 5:54
3. Vertigine – 7:09

Durata totale: 20:40

## Musicisti
- Federico Troiani - voce, pianoforte, organo Hammond, Fender Rhodes, mellotron
- Nicola Agrimi - chitarra acustica, chitarra elettrica
- Pericle Sponzilli - chitarra elettrica
- Pierfranco Pavone - basso
- Roberto Senzasono - batteria, percussioni
- Henryk Topel Cabanes - voce

Ospiti
- Maurizio Vandelli - chitarra acustica (brano: Il mattino), mellotron (brano: Lavoro in città)[1]